# Страница (полиграфия)
Страница — одна сторона листа бумаги в книге, журнале, газете, или другой набор листов, на которых текст или иллюстрации могут быть напечатаны, написаны или нарисованы, для создания документов. 

## Этимология
Происходит от страна, из церк.-слав. страна, далее из праслав. *storna, от кот. в числе прочего произошли: др.-русск. сторона, ст.-слав. страна (др.-греч. χώρα, περίχωρος), русск., укр. сторона́, болг. страна́, сербохорв. стра́на (вин. стра̑ну), словенск. strána, чешск., словацк. strana, польск. strona, в.-луж., н.-луж. strona, полабск. stárna. Русск. страна — вместо исконного сторона́. Сюда же стра́нник, др.-русск. стороньникъ — то же, ст.-слав. страньникъ (др.греч. ξένος), а также странный — ст.-слав. страньнъ (ξένος).